# Sidlaw Hills

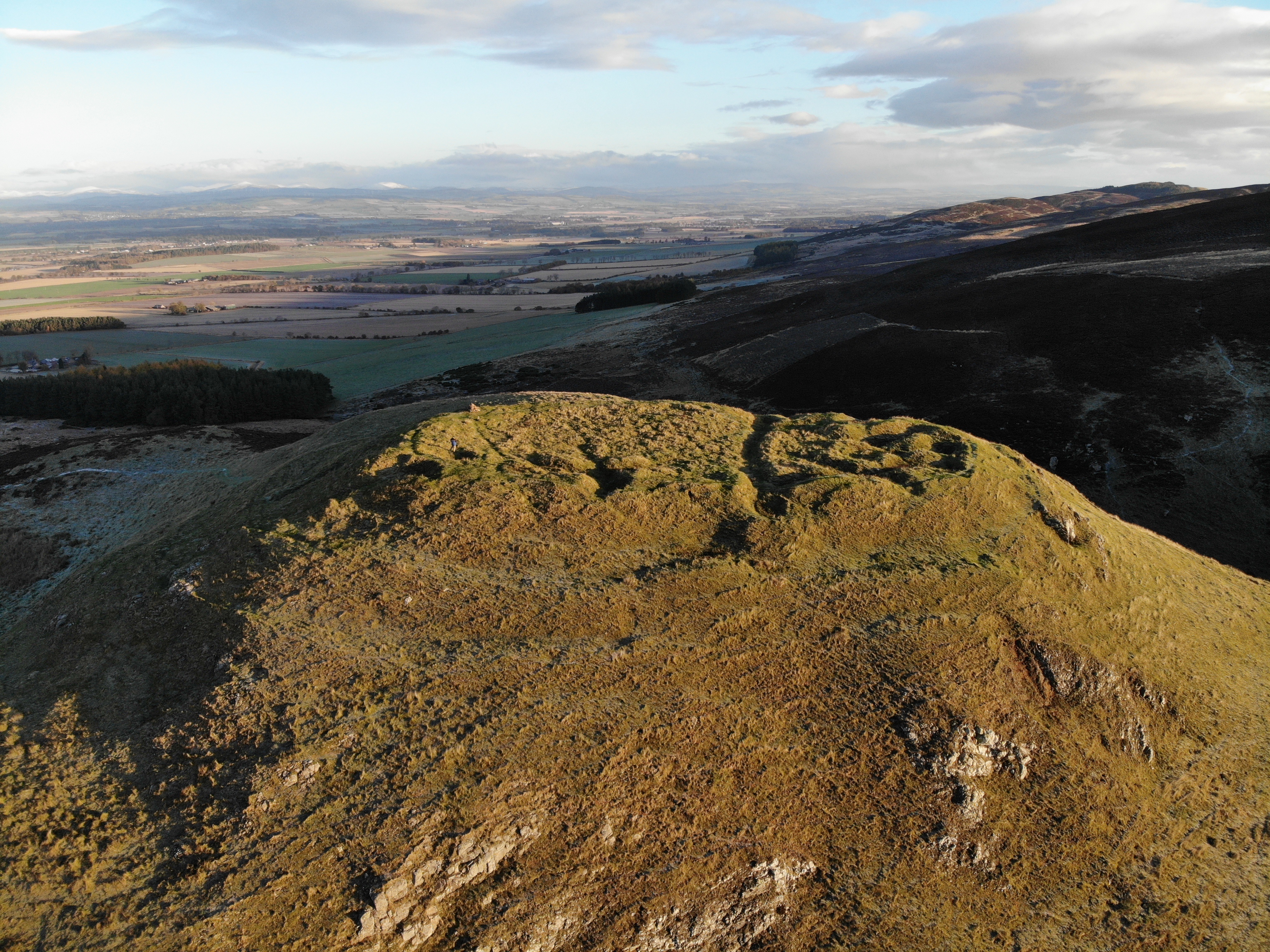
Der 310 Meter hohe Dunsinane Hill

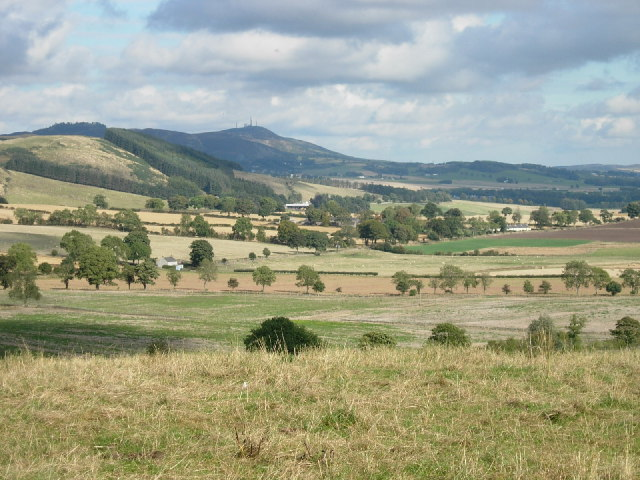
Die Sidlaw Hills von Süden

Die Sidlaw Hills, auch kurz Sidlaws, sind eine Hügelkette in Perth and Kinross und Angus im Nordosten von Schottland. Größere Städte am Rande sind Perth im Südwesten, Forfar im Nordosten sowie Dundee im Südosten. Die höchste Erhebung ist der 455 Meter hohe Craigowl Hill. Die Sidlaws trennen das Valley of Strathmore im Norden vom Carse of Gowrie und dem dahinterliegenden Firth of Tay im Süden.
Den geologischen Untergrund der Sidlaw Hills bildet Old Red Sandstone aus dem Devon. Durchsetzt ist er mit Vorkommen von vulkanischen Gesteinen, insbesondere Andesit. Insofern ähnelt die Hügelkette den, weiter im Norden gelegenen Ochil Hills.